# Poison Cake
A Poison Cake (magyarul: Méregtorta) a bosnyák-horvát Marko Bošnjak dala, mellyel Horvátországot képviselte a 2025-ös Eurovíziós Dalfesztiválon Bázelben. A dal 2025. március 2-án, a horvát nemzeti döntőben, a Dora-ban megszerzett győzelemmel érdemelte ki a dalversenyen való indulás jogát.

## Eurovíziós Dalfesztivál
2024. december 5-én vált hivatalossá, hogy az énekes dala bekerült a Dora horvát eurovíziós nemzeti döntő mezőnyébe. A dal 2025. február 28-án továbbjutott a dalválasztó műsor második elődöntőjéből a két nappal később rendezett döntőbe, ahol a nemzeti és nemzetközi zsűri, valamint a nézők szavazatai által összesítésben az első helyet érte el, és megnyerte a versenyt, így ez a dal képviselheti Horvátországot az Eurovíziós Dalfesztiválon.
A dalt először a május 13-án rendezett első elődöntőben, fellépési sorrendben tizennegyedikként adta elő, a Hollandiát képviselő Claude C’est la vie című dala után és a Svájcot képviselő Zoë Më Voyage című dala előtt. Az elődöntőben a nézői szavazatok pontjai alapján a dal nem jutott tovább a május 17-én megrendezésre került döntőbe.

## Dalszöveg
| Made you something that I know you’ll like Chocolate-covered sugar and spice Tasty, tasty, yum, yum, tasty Candy colours, oh so nice Take a bite of my poison cake – A dal refrénje | Csináltam neked valamit, amiről tudom, hogy tetszeni fog Csokoládéval borított cukor és fűszer Ízletes, ízletes, nyam-nyam, fincsi Cukorka színek, nagyon szépek Harapj egy falatot a méregtortámból – A dal refrénje magyarul |

## Galéria

A horvát nemzeti döntő megnyitóján
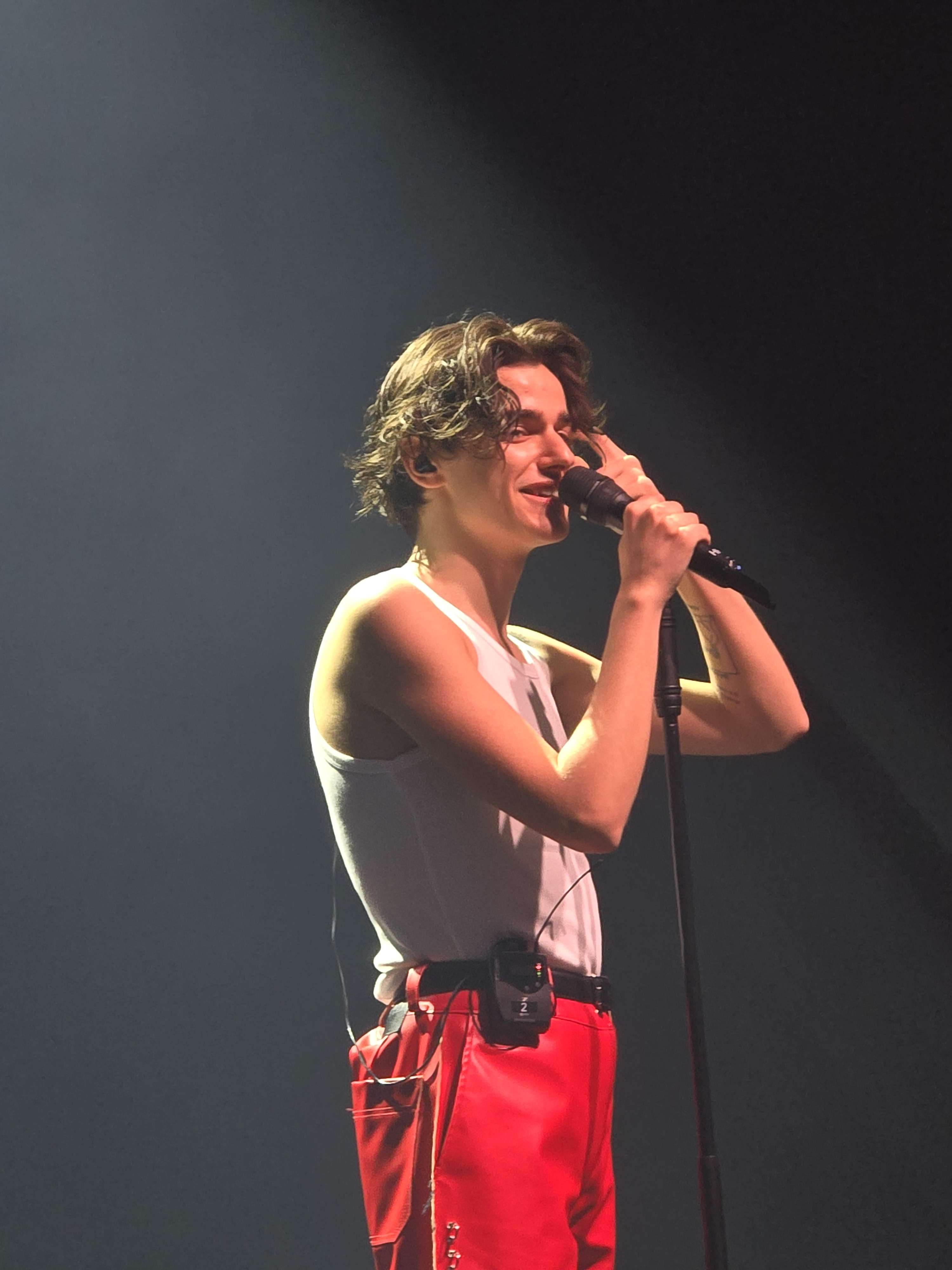
A londoni eurovíziós partin
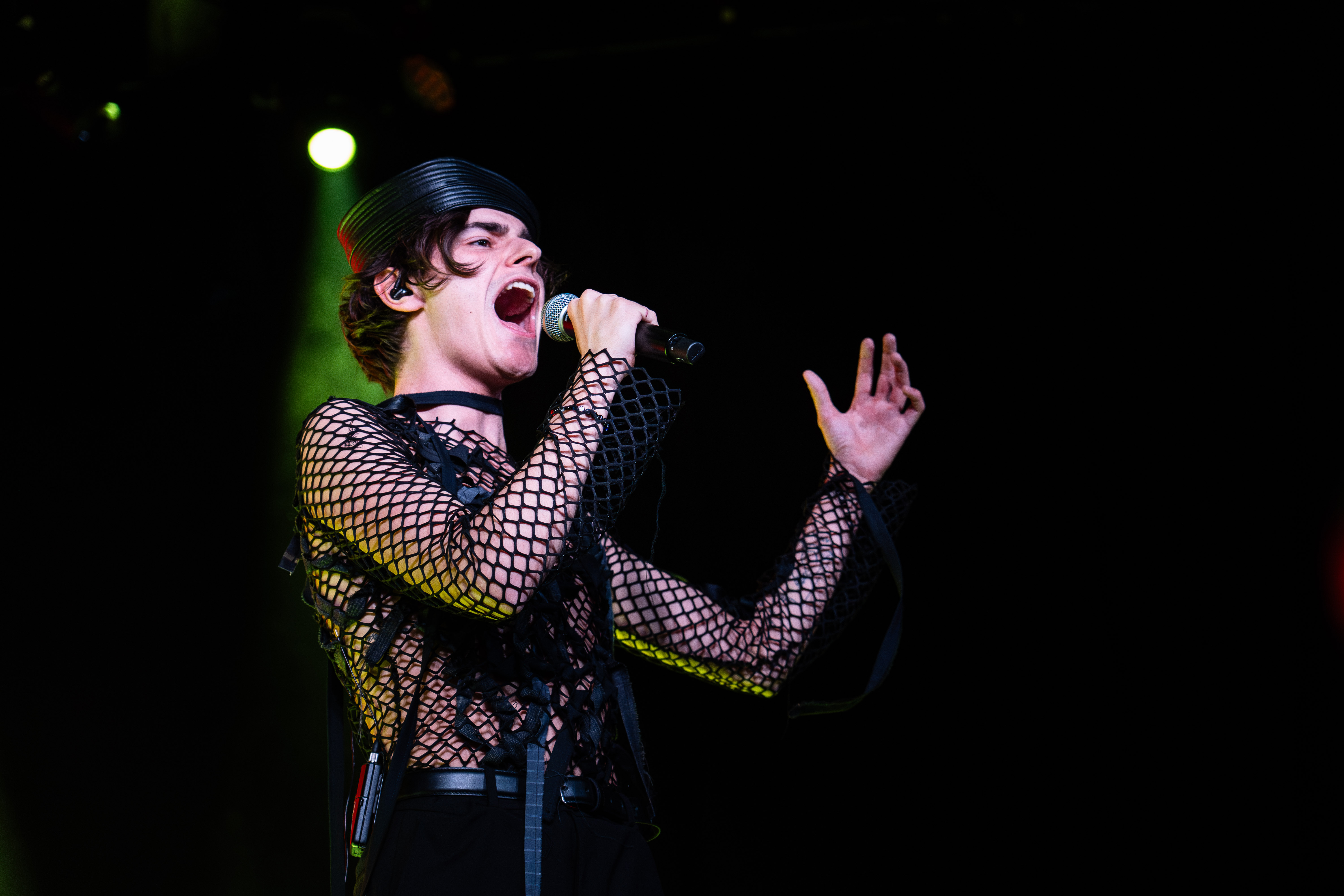
A madridi eurovíziós partin
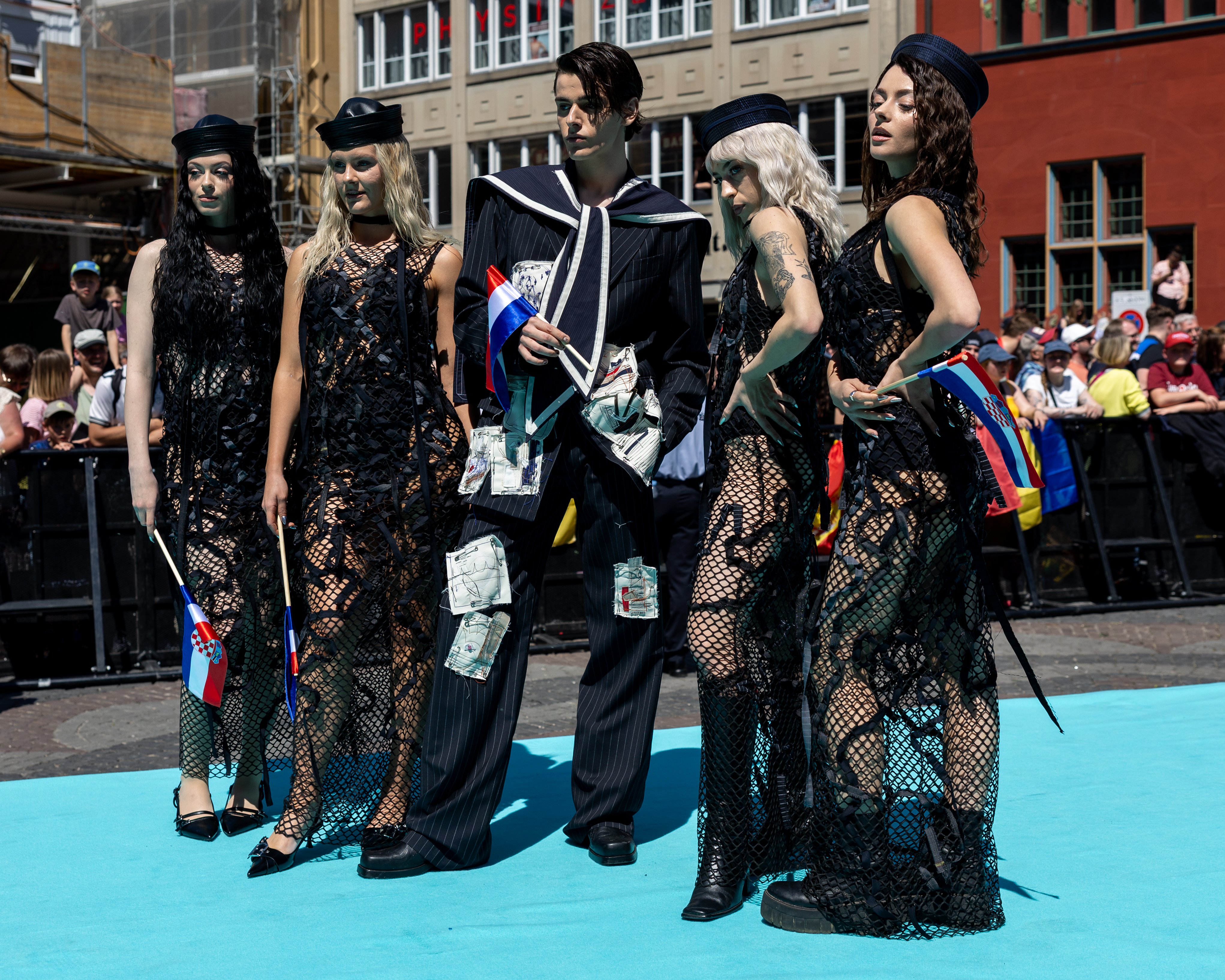
A megnyitóünnepségen
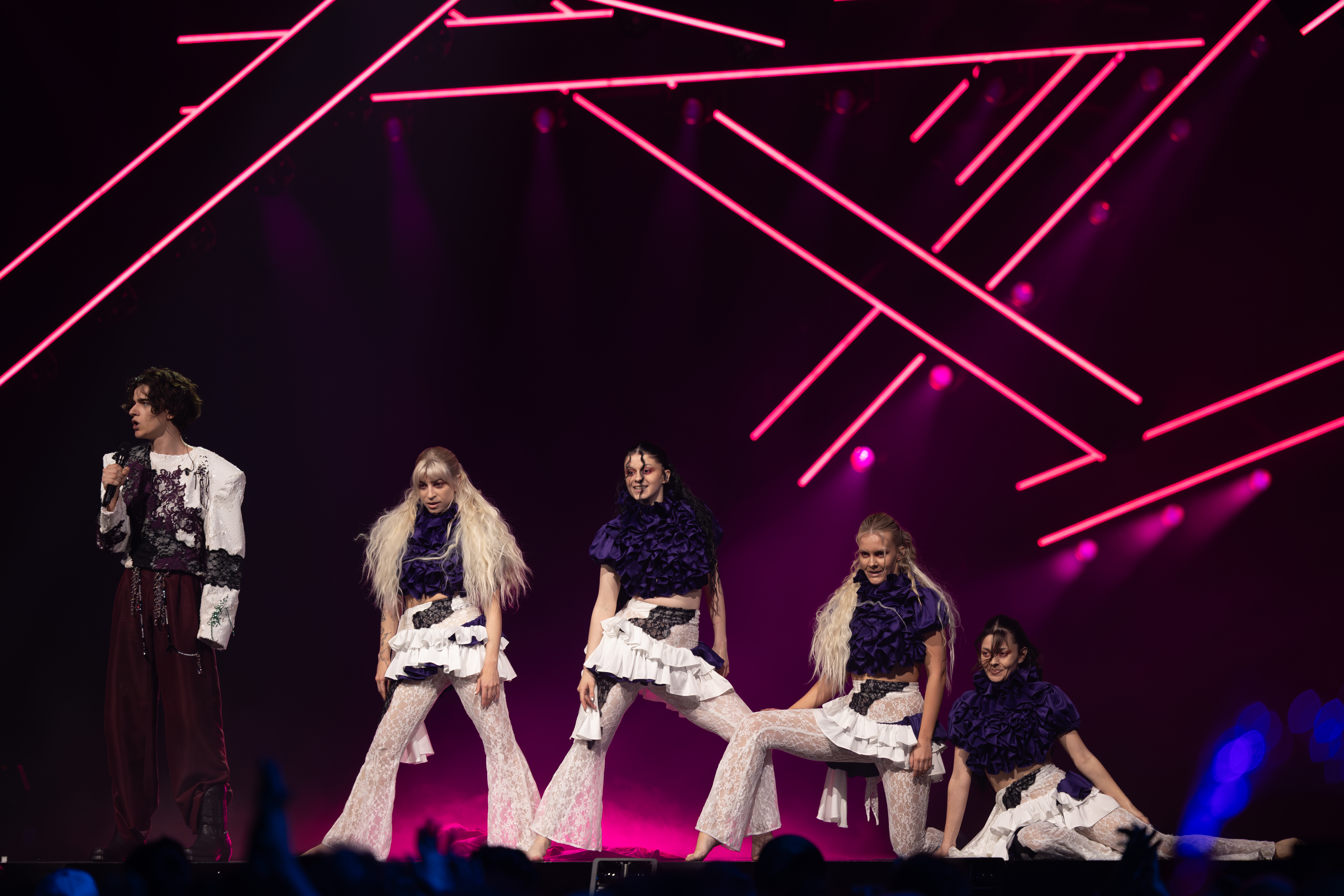
Az elődöntőben